# Ysle mosse
Ysle mosse är en sjö i Trelleborgs kommun i Skåne och ingår i Nybroån-Sege ås kustområde.